# Baumbach (Alheim)
Baumbach ist ein Ortsteil der Gemeinde Alheim im osthessischen Landkreis Hersfeld-Rotenburg.

## Geographie
Das Dorf Baumbach liegt in Nordhessen an der Fulda und ist der zweitgrößte Ortsteil der Gemeinde Alheim.

## Geschichte
Erstmals urkundlich erwähnt wird der Ort im Jahre 1003. Er lag im Untergericht des hessischen Amts Rotenburg. Aus dem Ort stammt das hessische Adelsgeschlecht der Herren von Baumbach.
Vom 18. Jahrhundert bis 1938 bestand hier eine jüdische Gemeinde mit einer Synagoge, einer Schule und einem Friedhof. Im Jahre 1939 hatte das Dorf 597 Einwohner und gehörte zum Landkreis Rotenburg (Fulda).
Im Rahmen der Gebietsreform in Hessen wurde Baumbach mit neun anderen Dörfern am 1. August 1972 zur neu gegründeten Gemeinde Alheim zusammengeschlossen.
Baumbach wurde 1999 im Wettbewerb „Kinder im Dorf – Dörfer für Kinder“ und beim Landesentscheid 2000 als 2. Sieger ausgezeichnet.

## Kultur und Sehenswürdigkeiten

### Bauwerke
Ein ortsbildprägendes Gebäude ist die Evangelische Kirche Baumbach.
- In der Liste der Kulturdenkmäler in Alheim sind für Baumbach 20 Kulturdenkmäler und die Gesamtanlage Baumbach aufgeführt.

### Vereine
- Freiwillige Feuerwehr 1926 Baumbach
- Heimat- u. Verkehrsverein Baumbach
- Männergesangverein 1908 Baumbach
- Notstrom Akrobaten
- Sportangler-Club Alheim
- TSV Baumbach 1946 e. V.
- VdK-Ortsgruppe Baumbach
- Vogelschutzgruppe Baumbach
- Förderverein der kirchlichen Gebäude Baumbach

## Wirtschaft und Infrastruktur
In Baumbach gibt es ein Dorfgemeinschaftshaus und einen Kindergarten sowie einen Kinderspielplatz.
Im Osten führt die Bundesstraße 83 am Ort vorbei und im Dorf treffen sich die Landesstraßen 3208 und 3253.
Etwa einen Kilometer nordöstlich der Ortslage befindet sich der ehemalige Haltepunkt Baumbach an der Bahnstrecke Bebra–Baunatal-Guntershausen, welcher jenseits der Fulda und auf der Gemarkung des Nachbarortes Hergershausen liegt.

## Persönlichkeiten
- Manfred Siebald (* 1948 in Baumbach), deutscher Liedermacher